# Exford
Exford är en ort och civil parish i Storbritannien.   Den ligger i grevskapet Somerset och riksdelen England, i den södra delen av landet, 250 km väster om huvudstaden London. Exford ligger 261 meter över havet och antalet invånare är 405.
Terrängen runt Exford är platt åt sydväst, men åt nordost är den kuperad. Runt Exford är det ganska glesbefolkat, med 48 invånare per kvadratkilometer. Närmaste större samhälle är Minehead, 13,5 km nordost om Exford. Trakten runt Exford består i huvudsak av gräsmarker.